# М6 (міна)
Міна М6 (Anti-tank mine M6) — протитанкова протигусенична міна натискної дії.

## Історія
Розроблена в США. Міну було прийнято на озброєння в 1949 році, з озброєння армії США знято наприкінці шістдесятих років. Широко застосовувалась у Корейській війні у 1952-53 роках.

## Опис
Міна є плоскою округлою металевою коробкою, всередині коробки міститься заряд вибухівки, а зверху встановлюється підривник. Модифікація з детонатором М600 називався М6А1, а з детонатором М603 — М6А2. На бічній стінці корпусу та на днищі є гнізда для встановлення підривника невиймання, закриті пробкою. Вибух відбувається при наїзді гусеницею танка або колесом автомобіля на верхню кришку міни.